# Jean-Yves Jung

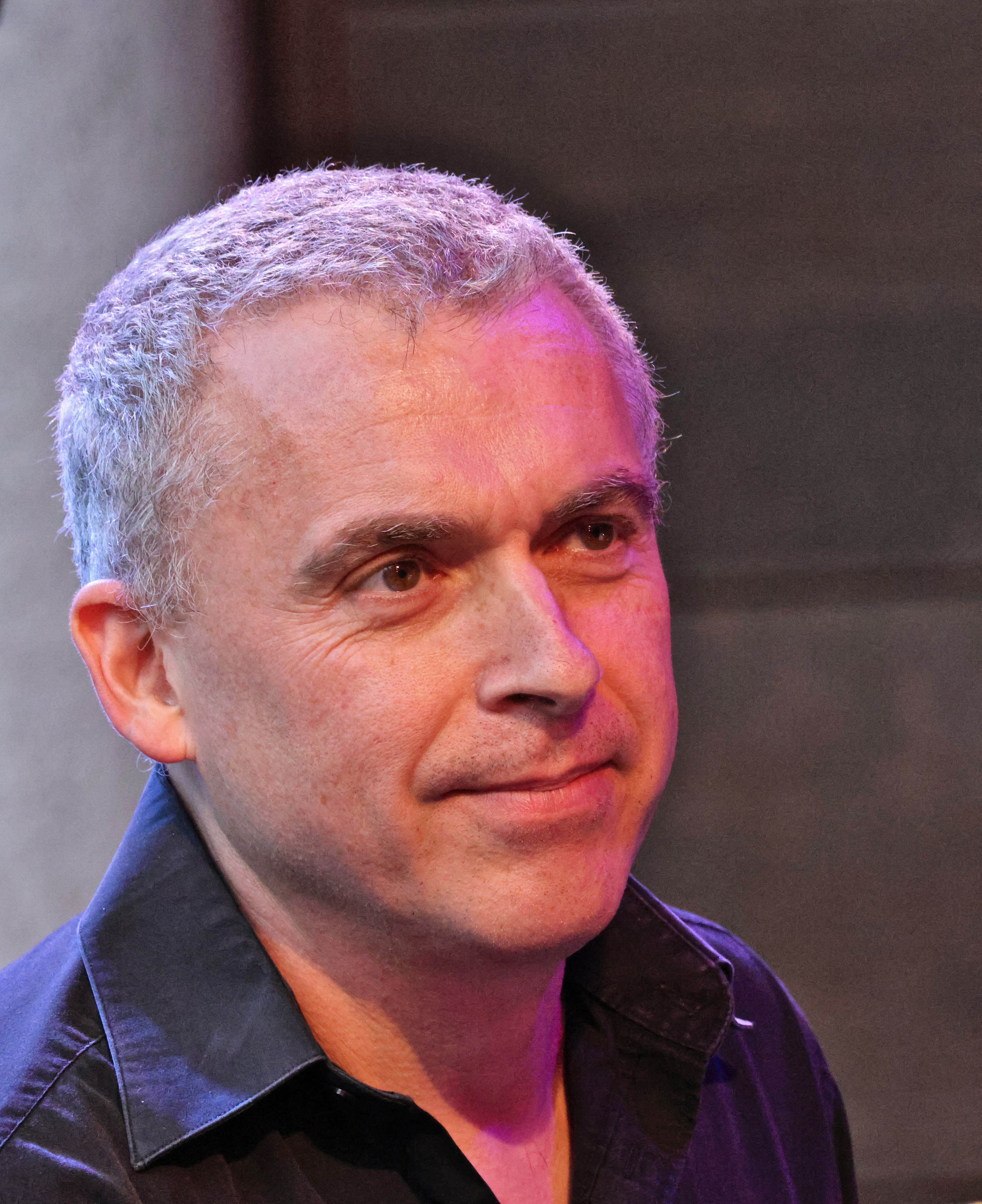
Jean-Yves Jung (2024)

Jean-Yves Jung (1969) is een Franse jazzorganist, -pianist en componist.

## Biografie
Jung is als musicus autodidact. Hij speelde 's avonds om zo zijn studie fysica te kunnen financieren. Na voltooiing van zijn studie werd hij in 1992 professioneel muzikant. Hij studeerde compositie in Parijs en had pianoles bij Bojan Zulfikarpašić. Hij speelde in het kwartet van Biréli Lagrène en toerde en nam op met Billy Cobham's Higher Ground. Hij werkte verder met Philip Catherine, André Ceccarelli, Sylvain Luc, Bobby Martinez, Dee Dee Bridgewater, Manu Pekar, Tony Lakatos, de Paris Jazz Big Band, Howard Alden, Steve Ellington, Jimmy Woode, Keith Copeland, Nat Reeves, Christian Escoudé en Maxime Bender. Hij trad op tijdens internationale festivals. Met gitarist Brian Seeger en drummer Paul Wiltgen speelt hij in Organic Trio (Home Remembered 2013). Jung is te horen op albums van Marcel Loeffler, Susan Weinert, Nicole Metzger, Uli Schiffelholz, Valentín Garvie en Pierre Bertrand.